# Ludovico Centofiorini
Ludovico Francesco Centofiorini (Civitanova Marche, ... – Nicotera, dicembre 1650) è stato un giurista e vescovo cattolico italiano.

## Biografia
Nato a Civitanova Marche da una famiglia di giureconsulti ben introdotta nei Sacri Palazzi (lo zio Orazio Centofiorini era stato cameriere segreto di papa Sisto V), l'abate Ludovico Centofiorini fu illustre avvocato a Roma. Per difendere gli interessi del comune di Civitanova fece stampare nel 1629 un'allegazione canonica dal titolo Pro Illustri Communitati Civitatis Novae in Piceno nella quale sosteneva che una località poteva definirsi città anche senza essere sede vescovile. Nel 1643 pubblicò il Clypeus Lauretanus per sostenere l'autenticità della Santa Casa di Loreto contro le accuse di falso mosse dai protestanti. Sotto il pontificato di papa Urbano VIII ricoprì l'incarico di segretario della Congregazione del Concilio e nel 1647 pubblicò un volume di polemica antiprotestante dal titolo Sacri Concilii Tridentini Clypeus. Altri volumi rimasti inediti sono conservati nella Biblioteca Vaticana. Il 2 maggio 1650 papa Innocenzo X lo nominò vescovo di Nicotera. L'8 maggio fu consacrato vescovo dal cardinale Tiberio Cenci. Morì nel dicembre del 1650 e fu sepolto nella tomba dei vescovi della cattedrale di Nicotera.

## Genealogia episcopale
La genealogia episcopale è:
- Cardinale Tiberio Cenci
- Vescovo Ludovico Centofiorini